# 坂出市立瀬居中学校
坂出市立瀬居中学校（さかいでしりつ せいちゅうがっこう）は、香川県坂出市瀬居町にあった公立中学校。

## 教育目標
- こころざしをもち、心豊かで たくましい生徒の育成

## 主な学校行事
- 修学旅行
- 運動会
- 文化祭
- お大師市

## 歴史
- 1947年（昭和22年）
  - 4月1日：仲多度郡与島村立瀬居中学校として創立発足し瀬居小学校に併設する。
  - 5月3日：開校式を行う。竹浦青年会館を仮校舎とする。
- 1948年（昭和23年）
  - 5月1日：校歌制定（作詞:大前源吉、作曲:藤村恒雄）。
  - 11月2日：新校舎の落成式を行う。
- 1952年（昭和27年）6月22日：講堂兼用の校舎が旧校舎南側に落成する。
- 1953年（昭和28年）4月1日：坂出市立瀬居中学校と校名を改称する。
- 1968年（昭和43年）9月28日：瀬居島が本土と陸続きになる。
- 1976年（昭和51年）7月23日：学校所在地名を番の州町11番地に変更する。
- 1977年（昭和52年）
  - 2月9日：鉄筋3階建て新校舎が落成する。
  - 3月15日：校章を改め、校旗を制定する。
  - 9月24日：｢知・徳・体｣石碑の除幕式を行う。
  - 12月6日：｢花いっぱい運動｣香川県優良校で表彰。
- 1980年（昭和55年）2月27日：屋内運動場が完成。3月1日に落成式を行う。
- 1982年（昭和57年）3月31日：｢緑の碑｣の除幕式を行う。
- 1985年（昭和60年）1月1日：国旗・校旗掲揚台をPTAの援助により建立。
- 2000年（平成12年）1月20日：香川県学校給食優良学校として、県教委教育長より表彰される。
- 2004年（平成16年）2月10日：瀬居中学校50周年記念誌を発行する。
- 2005年（平成17年）5月29日：瀬居町民＆幼小中合同運動会を開催する。
- 2010年（平成22年）
  - 3月19日：市よりPC・書画カメラ・TV他を設置。
  - 6月 - 11月：校舎耐震工事を行う。
- 2012年（平成24年）4 - 5月：各教室と保健室に空調設備が設置される。
- 2017年（平成29年）9 - 12月：体育館の屋根、床の改修工事を行う。
- 2019年（令和元年）8月：体育館照明LED改修工事を行う。
- 2020年（令和2年）
  - 3月：体育館校歌が新しく設置される。
  - 8月7日：総合型校務支援システムを導入する。
- 2021年（令和3年）
  - 1月21日：1人1台タブレット整備をする（GIGAスクール構想）。
  - 2月20日：Wi-Fi工事を行う。

## 部活動
- バドミントン部
- 文化部

## 通学区域が隣接している学校
- 坂出市立坂出中学校